# Philipose Mar Chrysostom Mar Thoma
Philipose Mar Chrysostom (Mar Thoma XX) Mar Thoma Valiya Metropolitan (Tiruvalla, 27 de abril de 1918-Ib., 5 de mayo de 2021), nacido como Philip Oommen, fue un prelado indio y el metropolitano emérito de la Iglesia Siria Malankara Mar Thoma. Fue obispo durante 67 años, 11 meses y 13 días. Se le dirigió y se refirió a él como Chrysostom Thirumeni o Valiya Thirumeni. En 2018 recibió el tercer premio civil más alto de la India, el Padma Bhushan.

## Educación y primeros años
Philip Oommen nació en la familia Adangappurathu Kalamannil, que ha producido varios sacerdotes. Su padre de Tirumeni fue vicario general y su madre era Sosamma de Nadukke Veettil oriunda de la aldea Karthikappally.
Asistió a las escuelas Maramon, Kozhencherry y Eraviperoor, y luego se graduó en la Union Christian College de Aluva. Fue ordenado diácono de la Iglesia Malankara Mar Thoma el 1 de enero de 1944 y de la Kasseessa el 3 de junio del mismo año. De igual manera el 20 de mayo de 1952 fue ordenado con el título eclesiástico de Archimandrita.

## Consagración
En 1950, la Iglesia Mandalam [ Sabha Pratinidhi Mandalam ] (asamblea representativa) consagró a tres obispos, entre ellos Philip Oommen. El 23 de mayo de 1953, Philip Oommen Ramban fue consagrado como Philipose Mar Chrysostom Episcopa. Durante su mandato fue presidente del Concilio Nacional de Iglesias de la India y asistió al Consejo Mundial de Iglesias en Evanston en 1954 y Uppsala en 1968. También asistió al Concilio Vaticano II.

## Estado metropolitano
Episcopa
El 23 de mayo de 1953, Juhanon Mar Thoma, asistido por Mathews Mar Athanasius Episcopa ordenó a Oommen como Obispo y le otorgó el título obispal Philipose Mar Chrysostom. MG Chandy (Alexander Mar Theophilus más tarde) y P. Thomas (Thomas Mar Athanasius) fueron ordenados el mismo día.
En 1954, Mar Chrysostom se unió al St. Augustine's College ubicado en Canterbury en el Reino Unido, para continuar sus estudios teológicos.
Metropolitano sufragáneo
Fue designado metropolitano sufragáneo en mayo de 1978.
Arzobispo Metropolitano
Después de que Alexander Mar Thoma Metropolitan se apartara de la administración diaria de la Iglesia debido a problemas de salud el 15 de marzo de 1999, Mar Chrysostom fue designado Arzobispo metropolitano.
Metropolitano
Mar Chrysostom se instaló como Metropolitano el 23 de octubre de 1999 cuando Alexander Mar Thoma Metropolitan se convirtió en Valiya Metropolitan. (Metropolitano mayor)
Valiya Metropolitan (Metropolitan emérito)
El 28 de agosto de 2007, Thirumeni anunció su dimisión como jefe supremo de la Iglesia Siria de Malankara Mar Thoma por motivos de vejez y mala salud.

## Biopic
El director de cine indio Blessy hizo una película biográfica completa, de unas 48 horas y 10 minutos de duración, sobre Philipose Mar Chrysostom.

## Proyecto Navathy Home
Philipose Mar Chrysostom Mar Thoma Metropolitan cumplió 90 años el 27 de abril de 2008. Como parte de la celebración del cumpleaños, la Iglesia Mar Thoma ideó un proyecto, Navathy Home Project, para apoyar y permitir que 1500 familias en la India, independientemente de su casta, credo o religión, construir una casa propia. (Malayalam - navathy  - nonagésimo aniversario). El costo de cada casa fue de Rs. 1,50,000. (US $ 2400). Cada casa constaba de un sit-out, un salón, un dormitorio, una cocina, un comedor y un baño. Los miembros de la Iglesia Mar Thoma donaron tanto que el proyecto fue un gran éxito; se extendió desde la India hasta México.

## Centenario
En su centésimo cumpleaños, el 27 de abril de 2018, la Iglesia inauguró oficialmente el Proyecto entre la Comunidad Transgénero.

## Padma Bhushan

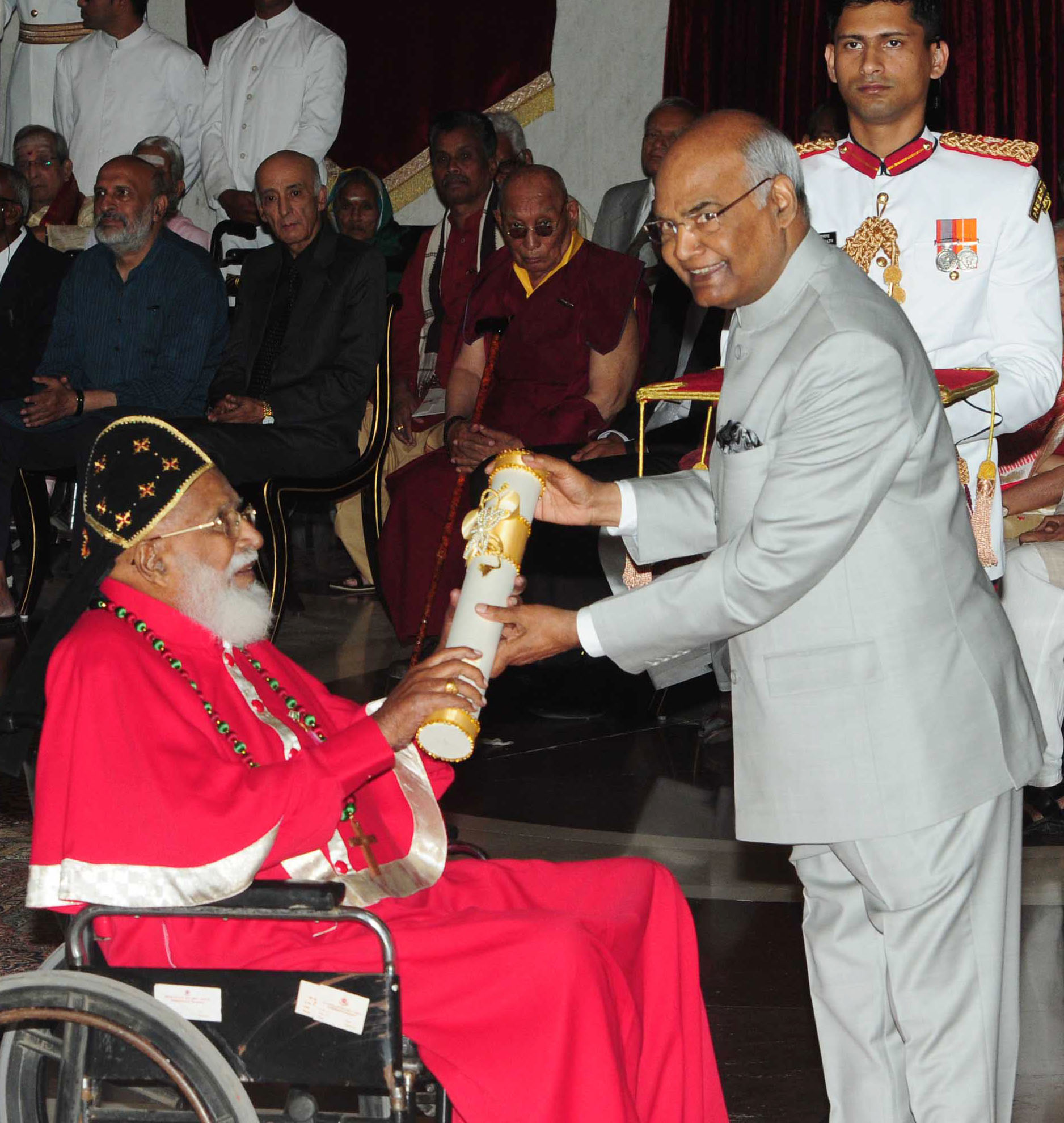
El presidente, Ram Nath Kovind, entregó le otorga el premio Padma Bhushan al Dr. Philipose Mar Chrysostom, en la ceremonia de investidura civil, en Rashtrapati Bhavan, Nueva Delhi.

La República de la India otorgó el Premio Padma Bhushan por sus servicios a la sociedad. Fue declarado oficialmente en vísperas del día de la República India y fue galardonado el 20 de marzo de 2018.

## Muerte
Tirumeni murió por causas naturales el 5 de mayo de 2021 en su residencia poco después de ser hospitalizado.